# 박성빈 (야구 선수)
박성빈(2003년 12월 29일 ~ )은 KBO 리그 SSG 랜더스의 투수다.

## 출신 학교
- 서울도곡초등학교
- 대치중학교
- 배명고등학교
- 휘문고등학교
- 사이버한국외국어대학교